# ایوالو
ایوالو {{فنلاندی|Ivalo) یک روستا در فنلاند است که در ایناری واقع شده‌است. ایوالو ۳٬۰۶۲ نفر جمعیت دارد.